# Honda CBR125R
La Honda CBR125R es una motocicleta de 125cc de 4 tiempos sport, provista de carenado deportivo, ideal para conductores noveles. Apareció por primera vez en el mercado en 2004, exceptuando algunos cambios en los colores, ha permanecido intacta hasta el 2007. Se fabrica en Tailandia junto con la CBR150R.

## Historia
La CBR125 se introdujo en el mercado europeo en 2004 con la única variación del velocímetro adaptado a las unidades km/h en vez de MPH. Su maquinaria es un motor de cuatro tiempos y tiene las ruedas muy finas

## Popularidad
Desde su introducción, la CBR125 ha sido extremadamente popular, y en 2005 fue la motocicleta más vendida en Reino Unido, sobre otra Honda, la Honda SCV100. Se hizo muy popular gracias a su reducido tamaño que permitía un uso muy cómodo en ciudad y era ideal para aquellos que buscaban una moto duradera y con un bajo consumo.

## 2004 - 2007
Los modelos producidos durante estos años recuerdan a la CBR600F y usan carburador para el sistema de alimentación.

### Especificaciones
| Modelo   | Colores                              | Sistema de admisión | Fecha de lanzamiento |
| -------- | ------------------------------------ | ------------------- | -------------------- |
| CBR125R4 | Azul/Plata; Negro/Plata; Rojo/Negro. | Carburación         | 2004                 |

## 2005
El decorado de Repsol se introdujo en 2005 y permanece desde entonces en la versión CBR125RS5/6

### Especificaciones
| Modelo    | Colores                        | Sistema de admisión | Fecha de lanzamiento |
| --------- | ------------------------------ | ------------------- | -------------------- |
| CBR125R5  | Negro/Plata; Rojo/Negro; Azul. | Carburación         | -                    |
| CBR125RW5 | Negro/Plata; Rojo/Negro; Azul. | Carburación         | -                    |
| CBR125RS5 | Repsol.                        | Carburación         | -                    |

## 2006

### Especificaciones
| Modelo    | Colores                           | Sistema de admisión | Fecha de lanzamiento |
| --------- | --------------------------------- | ------------------- | -------------------- |
| CBR125R6  | Negro/Plata; Rojo/Negro; Naranja. | Carburación         | -                    |
| CBR125RW6 | Negro/Plata; Rojo/Negro; Naranja. | Carburación         | -                    |
| CBR125RS6 | Repsol.                           | Carburación         | -                    |

## 2007
En 2007, la CBR125R tuvo algunos cambios importantes y Honda extendió el mercado de este modelo a Australia y Canadá.

### Cambios estéticos
El modelo de 2007 tuvo cambios radicales en el frontal para recordar el estilo de la CBR1000RR así como cambios de color.

### Cambios del motor
PGM-FI: Sistema de inyección electrónica

IACV: Idle Air Control Valve - opera con el sistema FI.

HECS3: Sensor de oxígeno para cumplir la norma EURO-3.

### Especificaciones
| Modelo   | Colores | Sistema de admisión | Fecha de lanzamiento |
| -------- | --- | ------------------- | -------------------- |
| CBR125R7 | Tahitian Blue; Millennium Red (Fireblade Red); Ross White (Hurricane White); Graphite Black (Nighthawk Black). | Inyección           | -                    |

## 2008

### Especificaciones
| Modelo   | Colores | Sistema de admisión | Fecha de lanzamiento |
| -------- | --- | ------------------- | -------------------- |
| CBR125R8 | Tahitian Blue; Millennium Red (Fireblade Red); Ross White (Hurricane White); Graphite Black (Nighthawk Black). | Inyección           | Diciembre de 2007    |

## 2011
Honda se adapta a la tendencia del mercado y hace una CBR125R más aparente pero igual de eficaz. Para ello la viste con un carenado más voluminoso, con alguna influencia de su hermana mayor VFR. Rompe con lo anterior en la aparencia exterior aunque chasis y motor se mantienen. Aumenta anchura de llantas y neumáticos (100/80-17 delante, 130/70-17 detrás), la capacidad del depósito de gasolina también se ve incrementado hasta los 13 litros. Todo esto supone un aumento de peso de unos 10kg pero apenas afectan a su efectividad con respecto a sus predecesoras.

## Características Técnicas
| Motor                              | Monocilíndrico 4 tiempos, 2 válvulas SOHC, refrigerado por agua                                   |
| Cilindrada                         | 124,7 cc                                                                                          |
| Potencia máxima                    | 10kW (13cv)                                                                                       |
| Velocidad máxima                   | 125km/h - 135km/h (Depende de factores como peso del conductor, condiciones climatológicas, etc.) |
| Par máximo                         | 10,6 Nm/8.250 min-1 (95/1/EC)                                                                     |
| Capacidad de combustible           | 10 litros                                                                                         |
| Consumo homologado                 | 2,2 litros/100km                                                                                  |
| Embrague                           | Multidisco en baño de aceite con muelles helicoidales                                             |
| Tipo de transmisión                | 6 velocidades                                                                                     |
| Chasis                             | Montura de diamante; doble viga de acero                                                          |
| Dimensiones (Largo x Ancho x Alto) | 1.920 x 675 x 1.070 mm                                                                            |
| Peso en seco                       | 118,9 kg                                                                                          |
| Neumático Delantero                | 80/90-17M/C (44P)                                                                                 |
| Neumático Trasero                  | 100/80-17M/C (52P)                                                                                |